# Kypello Ellados 2024-2025
La Coppa di Grecia 2024-2025, anche nota come Novibet Cup per motivi di sponsorizzazione, è stata l'83ª edizione del torneo, iniziata il 31 agosto 2024 e terminata il 17 maggio 2025. La squadra campione in carica era il Panathīnaïkos.
La competizione è stata vinta dall'Olympiacos, al suo ventinovesimo titolo nazionale.

## Formula
Alla coppa partecipano in totale 79 club, 14 dalla Super League, 22 dalla Souper Ligka 2, 19 dalla Gamma Ethniki e 24 dai campionati regionali. Gli incontri si disputano, dal primo al quinto turno, in gara unica; dagli ottavi alle semifinali invece andata e ritorno per arrivare alla finale in gara unica.

## Calendario
| Turno            | Date                         | Incontri | Squadre partecipanti | Squadre entranti                    |
| ---------------- | ---------------------------- | -------- | -------------------- | ----------------------------------- |
| Primo turno      | 31 agosto - 4 settembre 2024 | 10       | 80 → 70              | 48 squadre dai campionati regionali |
| Secondo turno    | 7-8 settembre 2024           | 28       | 70 → 42              | 18 squadre dalla Souper Ligka 2     |
| Terzo turno      | 14-15 settembre 2024         | 14       | 42 → 28              | --                                  |
| Quarto turno     | 25-26 settembre 2024         | 12       | 28 → 16              | 10 squadre dalla Souper Ligka       |
| Ottavi di finale | 29 ottobre - 5 dicembre 2024 | 16       | 16 → 8               | 4 squadre dalla Souper Ligka        |
| Quarti di finale | 18 dicembre - 9 gennaio 2025 | 8        | 8 → 4                | --                                  |
| Semifinali       | 4-27 febbraio 2025           | 4        | 4 → 2                | --                                  |
| Finale           | 27 maggio 2025               | 2        | 2 → 1                | --                                  |

## Partite

### Primo turno
| Squadra 1                     | Risultato       | Squadra 2           |
| ----------------------------- | --------------- | ------------------- |
| 31 agosto 2024                |                 |                     |
| Evosmos                       | 4 – 1           | Apollōn Paralimniou |
| 1 settembre 2024              |                 |                     |
| Vyron Kavala                  | 0 – 1           | Arīs Avatou         |
| Ermis Kanaliou                | 0 – 3           | Anagennīsī Arta     |
| Atromitos Palama              | 3 – 1           | Akadimia Platamona  |
| Ethnikos Pireo                | 3 – 1 (dts)     | Agios Nikolaos      |
| Zakynthos                     | 5 – 0           | Vardas              |
| Eranī Filiatrōn               | 4 – 2           | PAS Sparta          |
| Enosi Agios Dimitrios Agrinio | 0 – 3           | Neas Artakīs        |
| Afantou                       | 1 – 1 (3-2 dtr) | Saronikos Anavyssou |
| 4 settembre 2024              |                 |                     |
| Apollon Kryas Vrysis          | 3 – 1           | Eordaikos           |

### Secondo turno
| Squadra 1               | Risultato       | Squadra 2                |
| ----------------------- | --------------- | ------------------------ |
| 7 settembre 2023        |                 |                          |
| Olympiakos Volos        | 1 - 4 (dts)     | Panachaïkī               |
| Korinthos               | 0 - 0 (4-5 dtr) | Diagoras                 |
| Doxa Volaka             | 2 - 4           | Kavala                   |
| Thyella Katsika         | 0 - 3           | Larissa                  |
| Diagoras Rachon Ikarias | 0 - 14          | Kīfisias                 |
| 8 settembre 2023        |                 |                          |
| Orestīs Orestiadas      | 0 - 1           | Makedonikos              |
| Arīs Avatou             | 1 - 0           | Kilkisiakos              |
| Panthrakikos            | 9 - 0           | Sartis                   |
| Ermis Amynteos          | 0 - 5           | Īraklīs                  |
| Naoussa                 | 0 - 2           | Kampaniakos              |
| Evosmos                 | 0 - 2           | Ethnikos Neou Keramidiou |
| Apollon Kryas Vrysis    | 5 - 1           | Astrapi Mesopotamias     |
| Spartakos Grekochorios  | 0 - 11          | PAS Giannina             |
| Anagennīsī Arta         | 3 - 0           | Pallixouriakos           |
| Zakynthos               | 3 - 0           | Lefkimmi                 |
| Smolikas Falanis        | 0 - 1           | Egaleo                   |
| Atromitos Palama        | 1 - 2           | Nikī Volo                |
| Trikala                 | 2 - 1           | Thyella Patrasso         |
| Kydonias                | 0 - 4           | Paniōnios                |
| Episkopī                | 0 - 1           | Kalamata                 |
| Ethnikos Pireo          | 3 - 1           | PAE Chania               |
| Mandraïkos              | 1 - 0           | Asteras Stavrou          |
| Ermionidas              | 3 - 0 a tav.    | Ionikos                  |
| Eranī Filiatrōn         | 0 - 1           | Thyella Kamari           |
| Neas Artakīs            | 2 - 3 (dts)     | Panargeiakos             |
| Egeas Plomarios         | 3 - 0 a tav.    | Apollon Efpalios         |
| 9 settembre 2024        |                 |                          |
| Thyella Chalkis         | 0 - 3           | Īlioupolī                |
| 11 settembre 2024       |                 |                          |
| Afantou                 | 0 - 1 (dts)     | Nea Ionia                |

### Terzo turno
| Squadra 1            | Risultato       | Squadra 2                |
| -------------------- | --------------- | ------------------------ |
| 14 settembre 2024    |                 |                          |
| Kīfisias             | 1 – 0           | Ethnikos Neou Keramidiou |
| Kampaniakos          | 1 – 0 (dts)     | Īlioupolī                |
| Makedonikos          | 0 – 0 (1-3 dtr) | Larissa                  |
| 15 settembre 2024    |                 |                          |
| Panthrakikos         | 0 – 2           | Paniōnios                |
| Nea Ionia            | 1 – 0           | Anagennīsī Arta          |
| Arīs Avatou          | 1 – 1 (1-4 dtr) | Zakynthos                |
| Egaleo               | 1 – 1 (4-3 dtr) | Īraklīs                  |
| Apollon Kryas Vrysis | 2 – 1           | Nikī Volo                |
| Ermionidas           | 0 – 7           | PAS Giannina             |
| Trikala              | 1 – 3           | Panargeiakos             |
| Thyella Kamari       | 0 – 2           | Diagoras                 |
| Panachaïkī           | 1 – 0 (dts)     | Kalamata                 |
| Ethnikos Pireo       | 2 – 1           | Mandraïkos               |
| 2 ottobre 2024       |                 |                          |
| Egeas Plomarios      | 1 – 2 (dts)     | Kavala                   |

### Quarto turno
| Squadra 1            | Risultato       | Squadra 2        |
| -------------------- | --------------- | ---------------- |
| 25 settembre 2024    |                 |                  |
| Ethnikos Pireo       | 0 – 1           | Arīs Salonicco   |
| Levadeiakos          | 1 – 2           | Atromītos        |
| Egaleo               | 3 – 2           | Kampaniakos      |
| Apollon Kryas Vrysis | 0 – 3           | Volo             |
| OFI Creta            | 2 – 1           | Panaitōlikos     |
| PAS Giannina         | 0 – 2           | Panachaïkī       |
| Diagoras             | 0 – 0 (3-4 dtr) | Kallithea        |
| 26 settembre 2024    |                 |                  |
| Kīfisias             | 1 – 0           | Lamia            |
| Zakynthos            | 2 – 0           | Panargeiakos     |
| Larissa              | 0 – 1           | Panserraïkos     |
| Nea Ionia            | 0 – 0 (1-3 dtr) | Paniōnios        |
| 9 ottobre 2024       |                 |                  |
| Kavala               | 0 – 1 (dts)     | Asteras Tripolīs |

### Ottavi di finale
| 29 ottobre 2024/3 dicembre 2024 |        |                  |       |       |
| Panserraïkos                    | 2 – 3  | Paniōnios        | 2 – 0 | 0 – 3 |
| Kīfisias                        | 1 – 2  | Panachaïkī       | 1 – 1 | 0 – 1 |
| 30 ottobre 2024/3 dicembre 2024 |        |                  |       |       |
| Egaleo                          | 1 – 10 | PAOK             | 0 – 3 | 1 – 7 |
| OFI Creta                       | 3 – 2  | Volo             | 3 – 1 | 0 – 1 |
| AEK Atene                       | 2 – 1  | Arīs Salonicco   | 1 – 0 | 1 – 1 |
| Kallithea                       | 1 – 2  | Olympiacos       | 0 – 1 | 1 – 1 |
| 31 ottobre 2024/3 dicembre 2024 |        |                  |       |       |
| Zakynthos                       | 2 – 7  | Asteras Tripolīs | 1 – 2 | 1 – 5 |
| 3 dicembre 2024/8 gennaio 2025  |        |                  |       |       |
| Atromītos                       | 2 – 4  | Panathīnaïkos    | 1 – 2 | 1 – 2 |

### Quarti di finale
| 18 dicembre 2024/8 gennaio 2025 |       |                  |       |       |
| Paniōnios                       | 0 – 4 | Asteras Tripolīs | 0 – 2 | 0 – 2 |
| 18 dicembre 2024/9 gennaio 2025 |       |                  |       |       |
| OFI Creta                       | 7 – 1 | Panachaïkī       | 5 – 0 | 2 – 1 |
| AEK Atene                       | 2 – 1 | PAOK             | 1 – 0 | 1 – 1 |
| 15 gennaio 2025/5 febbraio 2025 |       |                  |       |       |
| Panathīnaïkos                   | 1 – 2 | Olympiacos       | 1 – 1 | 0 – 1 |

### Semifinali
| 26-27 febbraio 2025 |       |           |       |       |
| Asteras Tripolīs    | 1 – 2 | OFI Creta | 0 – 1 | 1 – 1 |
| Olympiacos          | 6 – 2 | AEK Atene | 6 – 0 | 0 – 2 |

### Finale
| Arbitro: | Szymon Marciniak |

|  |           |                             |
|  | Marcatori | 9’ El Kaabi 90+3’ Yaremchuk |